# 衙前站 (宁波市)
衙前站位于中华人民共和国浙江省宁波市北仑区小港街道江南路与经三路交叉口，是宁波轨道交通6号线和规划中的7号线的地铁换乘站。6号线车站计划于2027年启用。该站得名于衙前村，宋徽宗时设置清泉盐场，曾在此设置盐课司署衙府，地名因此得名。

## 车站形制
衙前站位于北仑区小港街道江南路、经三路口。6号线车站沿江南路东西向设置，为地下二层岛式车站，长209.6米，宽19.7米，总建筑面积为12606平方米。7号线二期车站沿经三路南北向设置。两线使用L型节点换乘。

## 出口
6号线衙前站设置2个出入口。